# Condado de Fall River
El condado de Fall River (en inglés: Fall River County, South Dakota), fundado en 1883,  es uno de los 66 condados en el estado estadounidense de Dakota del Sur. En el 2000 el condado tenía una población de 7453 habitantes en una densidad poblacional de 2 personas por km². La sede del condado es Hot Springs.

## Geografía
Según la Oficina del Censo, el condado tiene un área total de 4530 km² (1749,0 mi²), de la cual 4506 km² (1739,8 mi²) es tierra y 24 km² (9,3 mi²) es agua.

### Condados adyacentes
- Condado de Custer - norte
- Condado de Shannon - este
- Condado de Dawes - sureste
- Condado de Sioux - sur
- Condado de Niobrara - oeste

## Demografía

En el 2000 la renta per cápita promedia del condado era de $29 631, y el ingreso promedio para una familia era de $37 827. El ingreso per cápita para el condado era de $17 048. En 2000 los hombres tenían un ingreso per cápita de $30 646 versus $20 017 para las mujeres. Alrededor del 13.60% de la población estaba bajo el umbral de pobreza nacional.
| 1900 | 1910 | 1920 | 1930 | 1940 | 1950   | 1960   | 1970 | 1980 | 1990 | 2000 | 2010 |
| ---- | ---- | ---- | ---- | ---- | ------ | ------ | ---- | ---- | ---- | ---- | ---- |
| 3541 | 7763 | 6985 | 8741 | 8089 | 10 439 | 10 688 | 7505 | 8439 | 7353 | 7453 | 7094 |

## Ciudades y pueblos
- Ardmore
- Edgemont
- Hot Springs
- Oelrichs
- Rumford - (comunidad no incorporada)
- Municipio de Argentine
- Northeast Fall River
- Municipio de Provo
- Municipio de Robins
- Southwest Fall River

## Mayores autopistas
| - Carretera de U.S.18 - Carretera de U.S. 385 - Carretera Dakota del Sur 71 - Carretera Dakota del Sur 79 | - Carretera Dakota del Sur 89 - Carretera Dakota del Sur 471 |